# Ryō Shinzato
Ryō Shinzato (jap. 新里 亮, Shinzato Ryō; * 2. Juli 1990 in Okazaki, Präfektur Aichi) ist ein japanischer Fußballspieler.

## Karriere
Ryō Shinzato erlernte das Fußballspielen in der Universitätsmannschaft der Chūkyō-Universität. Seinen ersten Profivertrag unterschrieb er 2013 bei Mito Hollyhock. Der Verein aus Mito, einer Stadt in der Präfektur Ibaraki auf Honshū, der Hauptinsel von Japan, spielte in der zweithöchsten Liga des Landes, der J2 League. Für Mito bestritt er 94 Zweitligaspiele. 2016 wechselte er zum Erstligisten Ventforet Kofu nach Kōfu. Ende 2017 musste er mit dem Verein in die zweite Liga absteigen. Nach dem Abstieg verließ er den Klub und schloss sich Anfang 2018 dem Erstligisten Júbilo Iwata aus Iwata an. Anfang 2020 wurde er an den Ligakonkurrenten Gamba Osaka ausgeliehen. Die erste Mannschaft von Osaka spielte in der ersten Liga, die U23-Mannschaft trat in der dritten Liga an. Für Osaka bestritt er 2020 ein Erstligaspiel und drei Drittligaspiele. Nach Vertragsende in Iwata wechselte er im Februar 2021 für eine Saison zum Zweitligisten V-Varen Nagasaki. Für den Verein aus Nagasaki absolvierte er 32 Zweitligaspiele. Im Januar 2022 nahm ihn der Zweitligist Ōmiya Ardija aus Saitama unter Vertrag. Am Ende der Saison 2023 musste er mit dem Verein als Tabellenvorletzter in die dritte Liga absteigen. Nach insgesamt 64 Ligaspielen wurde sein Vertrag nach der Saison 2023 nicht verlängert. Nach kurzer Vertragslosigkeit ging er im Juni 2024 nach Thailand. Hier unterschrieb er in Chiangmai einen Vertrag beim Zweitligisten Chiangmai United FC.